# ABU TV Song Festival 2019
Het ABU TV Song Festival 2019 was de achtste editie van het ABU TV Song Festival. Het ABU TV Song Festival is een non-competitief festival dat afgeleid is van het Eurovisiesongfestival. Bij deze versie mogen alleen de landen uit Azië en Oceanië deelnemen.
De achtste editie vond op 19 november 2019 plaats in de NHK Hall in Tokio in Japan. Het was de eerste keer dat Japan een ABU-evenement organiseerde.
Het festival kende met elf deelnemende landen en een enorme terugval ten opzichte van de vorige editie toen er nog 16 deelnemers aan de start verschenen. Het was tevens een evenaring van het laagterecord, ook in 2012 namen er slechts elf landen deel. Voor het eerst in de geschiedenis van het festival was er een editie zonder debuterende landen. Australië en China namen opnieuw deel na respectievelijk vier en één jaar afwezigheid. Afghanistan, Benin, Kirgizië, de Malediven, Oezbekistan, Rusland en het vorige gastland Turkmenistan daarentegen deden niet meer mee aan de achtste editie van het festival.

## Deelnemende landen
| Volgorde | Land       | Taal                | Artiest            | Lied                                            |
| -------- | ---------- | ------------------- | ------------------ | ----------------------------------------------- |
| 1        | Vietnam    | Vietnamees          | Hoàng Thùy Linh    | Để mị nói cho mà nghe                           |
| 2        | Australië  | Engels              | Dan Sultan         | Cul-de-sac                                      |
| 3        | Macau      | Mandarijn en Engels | Adelino da Silva   | Leave again                                     |
| 4        | Japan      | Japans en Engels    | Hey! Say! JUMP     | Fanfare, Come on a my house en Ue o muite arukō |
| 5        | Indonesië  | Indonesisch         | Hanin Dhiya        | Berkawan dengan rindu                           |
| 6        | Hongkong   | Kantonees           | Kay Tse            | Reposing beside you                             |
| 7        | Turkije    | Turks               | Mustafa Sandal     | Aya benzer                                      |
| 8        | Zuid-Korea | Koreaans            | Twice              | Feel special                                    |
| 9        | Kazachstan | Frans               | Dimasj Qudajbergen | S.O.S d'un terrien en détresse                  |
| 10       | India      | Hindi               | A.R. Rahman        | Mausam & escape en Jai Ho                       |
| 11       | China      | Mandarijn           | Na Ying            | Silence                                         |

2012 · 2013 · 2014 · 2015 · 2016 · 2017 · 2018 · 2019 · 2020 · 2021 · 2022 · 2023 · 2024 · 2025

Zie ook: ABU Radio Song Festival